# Viburnum corylifolium
Viburnum corylifolium är en desmeknoppsväxtart som beskrevs av Joseph Dalton Hooker och Thoms. Viburnum corylifolium ingår i släktet olvonsläktet, och familjen desmeknoppsväxter. Inga underarter finns listade i Catalogue of Life.